# .int
.int（源自“国际的”一词的英語：的缩写“Int”）是互联网域名系统中赞助类顶级域的一种，正如中文“国际的”所示，该顶级域用于国际组织和公约。首个使用该顶级域的是北大西洋公约组织（NATO），用于取代其早前使用的.nato顶级域。

## 历史沿革
.int亦曾被互聯網架構資料庫使用。這原來是用來取代.arpa的。2000年，互联网架构理事会建議恢復.arpa的用途，互聯網架構資料庫不應再用.int域，但ip6.int仍被保留用于IPv6，直到2006年6月6日被ip6.arpa取代。
.eu.int原是歐盟旗下組織使用的二级域名，2006年5月9日（歐洲日）起，這些網站改為採用.eu為頂級域名。不过，欧洲中央银行仍在使用ecb.int作为电子邮件用途。

## 注册限制
与.edu和大多数专业领域特有的域相似，.int需要严格审核申请人的背景资料。根据互联网号码分配局（IANA）列出的注册资格认定，申请人必须是政府间组织或联合国观察员机构，每个组织或机构仅可注册一个域名，注册无需任何费用。注册人需要提供国家政府间的条约，以供IANA在联合国数据库中对比。并且上述注册人也要受国际法律管辖。

### 取得豁免的其他.int域使用組織
多个.int域名在审核政策变严之前生效，例如基督教青年会在1990年早期申请并获得ymca.int；The Phone Company曾是一家提供免费电子邮件转传真服务的机构，持有tpc.int。

## 外部連結
- 互联网号码分配局whois工具（页面存档备份，存于）（英文）